# Cristian Maidana
Cristian "Chaco" Maidana est un footballeur argentin né le 24 janvier 1987 dans la province du Chaco. Il évolue au poste de milieu gauche au CD Cobresal.

## Biographie
Le 15 janvier 2014 Maidana signe un contrat de joueur désigné de la MLS avec l'Union de Philadelphie.

## Palmarès
Vierge